# Honda RA107
Chronologie des modèles (2007)
Honda RA106 Honda RA108
La Honda RA107 est la monoplace de Formule 1 engagée par l'écurie Honda Racing F1 Team lors de la saison 2007 de Formule 1. Elle est pilotée par l'Anglais Jenson Button et le Brésilien Rubens Barrichello pour la deuxième année consécutive. Les pilotes d'essais sont l'Autrichien Christian Klien et l'Anglais James Rossiter.
La RA107 n'est pas aussi compétitive que sa devancière, la Honda RA106 : lors du Grand Prix inaugural en Australie, Button et Barrichello se qualifient respectivement quatorzième et dix-septième, loin derrière les Super Aguri SA07, qui sont des évolutions des RA106. Jenson Button termine à trois reprises dans les points, sa meilleure performance étant une cinquième place lors du Grand Prix de Chine. Rubens Barrichello ne marque quant à lui aucun point et est vingtième du championnat des pilotes, son plus mauvais résultat depuis ses débuts en Formule 1.
À l'issue de la saison, Honda Racing F1 Team termine huitième du championnat des constructeurs avec 6 points.

## Résultats en championnat du monde de Formule 1

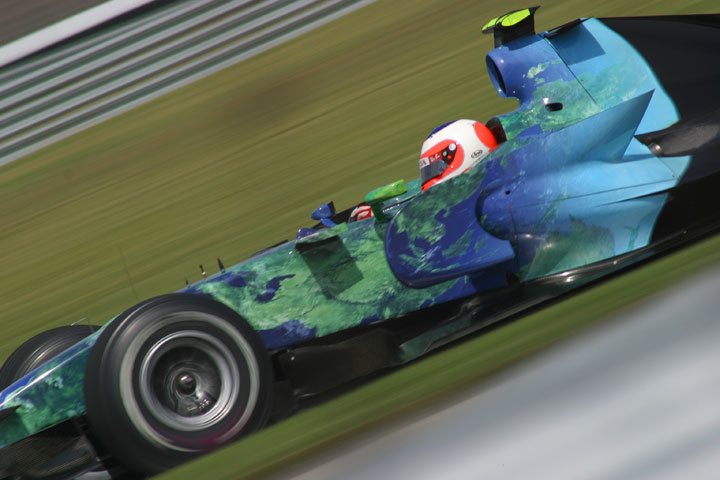
Rubens Barrichello sur la Honda RA107 à Indianapolis.

| Saison | Écurie               | Moteur          | Pneus       | Pilotes            | Courses | Courses | Courses | Courses | Courses | Courses | Courses | Courses | Courses | Courses | Courses | Courses | Courses | Courses | Courses | Courses | Courses | Points inscrits | Classement |
| Saison | Écurie               | Moteur          | Pneus       | Pilotes            | 1       | 2       | 3       | 4       | 5       | 6       | 7       | 8       | 9       | 10      | 11      | 12      | 13      | 14      | 15      | 16      | 17      | Points inscrits | Classement |
| ------ | -------------------- | --------------- | ----------- | ------------------ | ------- | ------- | ------- | ------- | ------- | ------- | ------- | ------- | ------- | ------- | ------- | ------- | ------- | ------- | ------- | ------- | ------- | --------------- | ---------- |
| 2007   | Honda Racing F1 Team | Honda V8 RA807E | Bridgestone |                    | AUS     | MAL     | BAH     | ESP     | MON     | CAN     | USA     | FRA     | GBR     | EUR     | HON     | TUR     | ITA     | BEL     | JAP     | CHI     | BRÉ     | 6               | 8e         |
| 2007   | Honda Racing F1 Team | Honda V8 RA807E | Bridgestone | Jenson Button      | 15e     | 12e     | Abd     | 12e     | 11e     | Abd     | 12e     | 8e      | 10e     | Abd     | Abd     | 13e     | 8e      | Abd     | 11e     | 5e      | Abd     | 6               | 8e         |
| 2007   | Honda Racing F1 Team | Honda V8 RA807E | Bridgestone | Rubens Barrichello | 11e     | 11e     | 13e     | 10e     | 10e     | 12e     | Abd     | 11e     | 9e      | 11e     | 18e     | 17e     | 10e     | 13e     | 10e     | 15e     | Abd     | 6               | 8e         |

Légende : ici 